# Cambridge University Press
Univerzitetska štampa Kembridža (engl. Cambridge University Press) je univerzitetska štampa Univerziteta u Kembridžu. Uspostavljena od strane kralja Henrija VIII 1534. godine, ona je najstarija univerzitetska štampa na svetu. Ona je ujedno i Kraljevski štampar.
Univerzitetska štampa Kembridža je odeljenje Univerziteta u Kembridžu i istovremeno je akademski i obrazovni izdavač. Ona je postala deo Univerzitetske štampe & procene Univerziteta Kembridža, nakon spajanja sa Kembridž procenom 2021. godine. Sa globalnim prodajnim prisustvom, izdavačkim centrima i uredima u više od 40 zemalja, ona objavljuje preko 50.000 naslova autora iz preko 100 zemalja. Njeno izdavaštvo obuhvata više od 420 akademskih časopisa, monografija, referentnih radova, školskih i univerzitetskih udžbenika i publikacija za nastavu i učenje engleskog jezika. Takođe objavljuje Biblije, vodi knjižaru u Kembridžu, prodaje preko Amazona i ima posao sa konferencijskim prostorima u Kembridžu u zgradi Pit i Sportskom i društvenom centru ser Džofri Kasa.

## Literatura
- Anonymous; The Student's Guide to the University of Cambridge. Third Edition, Revised and Partly Re-written; Deighton Bell, 1874 (reissued by Cambridge University Press, 2009.  978-1-108-00491-6.)
- Anonymous; War Record of the Cambridge University Press 1914–1919; Cambridge University Press, 1920; (reissued by Cambridge University Press, 2009.  978-1-108-00294-3.)
- A History of Cambridge University Press, Volume 1: Printing and the Book Trade in Cambridge, 1534–1698; McKitterick, David. 1992.  978-0-521-30801-4.
- A History of Cambridge University Press, Volume 2: Scholarship and Commerce, 1698–1872; McKitterick, David. 1998.  978-0-521-30802-1.
- A History of Cambridge University Press, Volume 3: New Worlds for Learning, 1873–1972; McKitterick, David. 1998.  978-0-521-30803-8.
- A Short History of Cambridge University Press; Black, Michael. 2000.  978-0-521-77572-4.
- Cambridge University Press 1584–1984; Black, Michael, foreword by Gordon Johnson; 2000.  978-0-521-66497-4., Hardback.  978-0-521-26473-0.

## Spoljašnje veze
- A Brief History of Cambridge University Press

52° 11′ 18″ С; 0° 07′ 55″ И / 52.1882° С; 0.1320° И